# シネマパーク新子安撮影所
シネマパーク新子安撮影所（シネマパークしんこやすさつえいじょ）は、横浜市（現在の神奈川区内）に1927年（昭和2年）の3月から9月まで存在した貸しスタジオ。

## 概要
名称は「シネマパーク子安撮影所」とも表記されるが、当時の写真に写っている門柱の看板には「シネマパーク新子安撮影所」とある。西七郎は、松竹蒲田撮影所の舞台装置部（大道具）主任だったが、独立して、1927年（昭和2年）3月にシネマパーク撮影所という会社を設立し、茅ヶ崎市海岸と神奈川区の二箇所に撮影所を開設した。神奈川区の新子安撮影所の敷地は現在の生麦中学校のあたりで、浅野綜合中学校（浅野中学校・高等学校）に隣接し、約三万坪を占めていた。これは、横浜球場の3.8倍で、現在の浅野中学校・高等学校のキャンパス（約15500坪）の二倍近い面積だった:346。電力150kwの照明設備を備え、ダークステージや現像整理室や衣装部屋もあったという。最初に撮影されたのは、岩田祐吉と柳さく子が主演した、野村芳亭監督『白虎隊』（1927年公開）のクライマックスだった:118-119。そのために会津鶴ケ城の天守閣や城壁や擬宝珠のついた大きな橋や鐘楼などの屋外セットが建てられたのだが、浅野綜合中学校を創立した浅野総一郎の東京の邸宅紫雲閣は天守閣のような建物として有名だったので、浅野総一郎の別荘ではないかと推測する人もあった:59。『白虎隊』の撮影には三百人のエキストラが雇われた。浅野の生徒一人が見物していたところ、白虎隊員のエキストラに五人ぐらいの友達を誘ってくれと頼まれて、浅野の生徒数人がエキストラになった。日当は50銭と海苔巻一折だった。生徒たちは授業をサボって、ちょん髷姿になって、白虎隊士として数日間熱演したが、学校に知られてしまい、教頭に叱られて、リーダー格の生徒は停学・自宅謹慎処分となった。この映画は後にイタリアに輸出されたので、処分を受けた生徒は密かに誇らしく思った:118-119,125-126。この撮影所は経営難になり、開業年の9月に閉鎖された。倒産後も鶴ヶ城のオープンセットはそのままになっていて、1933年（昭和8年）頃まで建物が残っていた:59。